# Ploemeur

Ploemeur este o comună în departamentul Morbihan, Franța. În 1 ianuarie 2022 avea o populație de 18.873 de locuitori.